# باركر ضد كوروس

## (الولايات المتحده)Barker v Corus
(الولايات المتحده) Barker v Corus هو قرار بارز من مجلس اللوردات في ما يتعلق بالمسؤولية القانونية الصناعيه في قانون الضرر الانجليزي، والذي يتفق مع السببيه. لهذا، قام مجلس اللوردات بإعادة النظر بحكمه في القضية السابقه التي برزت في Fairchild v Glenhaven Services Ltd المتعلقة بالمسؤولية القانونيه للعديد من المقصرين.
في هذه الحالة، السؤال الرئيسي هو ما إذا كان يجب على العمال المقتدرين تعويض الضرر للعمال الغير مقتدرين الذين تحملوا المسؤولية. بمعنى آخر، هل يجب على المقصر أو صاحب المطالبة تحمل مسؤولية المقصرين الاخرين الغير المقتدرين؟

## الحقائق
كما هو الحال عند Fairchild v Glenhaven Funeral Services Ltd, أصيب أصحاب المطالبات بورم الظهارة المتوسطة بعد أ، عملو لدى عدد مختلف من أصحاب العمل، جميعهم عرضوهم بشكل مهمل إلى الاسبيستوس. أما ما يميز هذه الحالة عن Fairchild أنه لم يكن تصرف أصحاب العمل من المطالبين حصرا سيء. ورم الظهارة المتوسطه هو مرض مميت سببه التعرض للأسبيستوس، لكن زيادة خطورته تعتمد على عدد مرات التعرض له. بسبب طول فترة كمونه (والتي تكون من 25 إلى 50 سنة قبل أن تصبح الأعراض ظاهره) إنه من المستحيل معرفة صاحب العمل الذي سبب المرض.على الرغم من ذلك جميعهم بشكل لا يمكن إنكاره زادوا خطورة حدوث المرض.على عكس Fairchild، والذي أقرّ مجلس اللورد على أنه جميع أصحاب العمل كانوا بشكل مشترك ومتعدد مسؤولين عن الضرر، على هذا الأساس بعض أصحاب العمل أصبحوا معسورين.

## الحكم
وافق مجلس اللوردات، باغلبية، على الحجة القائلة على أنه لا يجب أن يكون صاحب العمل المقتدر مسؤول بشكل مشترك ومتعدد بل بشكل نسبي فقط. قال اللورد هوفمان ما يلي:
برأيي، كان يجب أن يهدئ اسناد المسؤولية بحسب درجة المساهمة النسبية في فرصة اصابة بالمرض من إضطراب العدالة الذي أوجدها قانون مشاركة وتعدد المسؤولية.كان المدعي عليه مخطئا، وهذا صحيح، فلا يجب السماح له للهروب من المسؤولية تماما، لكن دون أن يتحمل مسؤولية أكثر من الضرر الذي سببه هو، ولانها حالة يستطيع العلم أن يتعامل معها فقط بالاحتمالات، لهذا كان يجب أن يقبل القانون هذا الأمر وأن يتم اسناد المسؤولية بحسب الاحتمالات. المبرر لقاعدة المسؤولية المشتركة المتعدده هو أنه إذا تسببت بأذى لا يوجد داعي لتقليل نسبة مسؤوليتك لأن شخصا آخر سبب نفس الضرر.لكن عندما تكون المسؤولية بشكل استثنائي إلزامية لأنك يمكن أن تكون قد سببت الأذى، لا يجب أن يفرض نفس التعويض ويشير العدل إلى أنه ان وجد أكثر من شخص مسؤول يجب أن تقسم المسؤولية طبقا لاحتمالية تسبب شخص أو آخر الاذى.

## الدلائل
كانت النتيجة مفهوم جديد للمسؤولية النسبية.إذا على سبيل المثال، يعمل السيد B مدة تصل لعشر سنوات لكل منX و Y وZ . عرضوا جميعهم السيد B للأسبيستوس وبالتالي لا يمكن تحديد صاحب العمل الذي عرض السيد B للمرض.لكن الآن وصل X وY للإفلاس، ويرفع السيد B الدعوى على Z .تحت مبدأ Barker v Corus، يجب أن يدفع Z فقط ثلث التعويض الكامل لمرض B, بمعنى آخر، لدى Z «مسؤولية نسبية» لهذا الجزء والذي زاد بشكل جوهري من خطورة الضرر للسيد B . وقد أيد عدد من الأكاديميين هذه النتيجة.
بعد قرار الحكم في Barker كان هناك ردة فعل سياسية سريعة وقوية، مع عدد هائل من العمال، العائلات، النقابات التجارية وأعضاء من مجلس النواب يدعون إلى الغاء الحكم. كانت هذا على أساس ضعف التعويض الكامل للعاملين وعائلاتهم. في أقرب وقت كان قرار التعويض 2006 متواجد، بشكل خاص لالغاء الحكم .مع ذلك، ينطبق القرار فقط على مرض ورم الظهارة المتوسطه.كان الباقي لمعرفة ما إذا كانت سوف تبرز فكرة «المسؤولية النسبية» في مواضع أخرى. كان القرار الجوهري الذي تم اتخاذه لمعرفة ما إذا كان يجب أن يتحمل المسيئون أو المطالبون الضرر لغيرهم اللذين سيتعرضون للتعسر.كان من المهم معرفة ان Z في المثال أعلاه ربما لم يسبب فعليا أي ضرر. علاوة على ذلك ربما كان Z قد سبب كل الضرر.